# Rubus stipulatus
Rubus stipulatus är en rosväxtart som beskrevs av Liberty Hyde Bailey. Rubus stipulatus ingår i släktet rubusar, och familjen rosväxter. Inga underarter finns listade i Catalogue of Life.